# 東大阪朝鮮中級学校
東大阪朝鮮中級学校（ひがしおおさかちょうせんちゅうきゅうがっこう、히가시 오사까 조선 중급학교）は、大阪府東大阪市にあった朝鮮学校。学校法人大阪朝鮮学園が運営する、日本における中学校に相当するが、学校教育法の一条校に該当せず、各種学校にあたる。2020年に大阪朝鮮高級学校と併合し大阪朝鮮中高級学校になった。

## 沿革
在日朝鮮人生徒への教育をおこなっていた大阪市立西今里中学校（1961年9月私立移管により中大阪朝鮮初中級学校）の過密化を解消するため、同校より分離する形で1961年9月に創立した。
1994年には西大阪朝鮮初中級学校（現・西大阪朝鮮初級学校）の中級部を統合している。また1999年には奈良朝鮮初中級学校（現・奈良朝鮮初級学校）の中級部を統合している。
2018年3月に大阪朝鮮高級学校に移転、土地と建物が売却された。

## サークル
- 吹奏楽部 - 1996年（平成8年） 大阪府吹奏楽コンクール(中学小編成の部)へ中地区代表として出場し、優秀賞・きらめき賞を受賞。[3]
- サッカー部 - 全国クラスの強豪。過去に「全国中学校サッカー大会」ベスト16。
- 合唱部(同声) - 2009年（平成21年） 大阪府合唱コンクールにおいて銅賞を受賞。
- ラグビー部 - 過去に近畿大会準優勝。

## 交通・アクセス方法
- Osaka Metro（千日前線）南巽駅より西へ徒歩約10分